# PICA (Datenformat)
PICA ist ein bibliothekarisches Datenformat zur Katalogisierung von Medien wie Büchern, Zeitschriften und digitalen Ressourcen. Es wird vor allem im deutschsprachigen Raum verwendet und bildet die technische Grundlage für mehrere Verbundkataloge, darunter das System K10plus.

## Geschichte
Das PICA-Format wurde ab 1969 in den Niederlanden im Rahmen des Projekts Project for Integrated Catalogue Automation entwickelt. Ziel war es, ein integriertes und rechnergestütztes System für die Katalogisierung und Datenverarbeitung in Bibliotheken zu schaffen.
Im Laufe der 1980er und 1990er Jahre wurde das PICA-System auch in mehreren deutschen Bibliotheksverbünden eingeführt, insbesondere im Gemeinsamen Bibliotheksverbund (GBV) und im Südwestdeutschen Bibliotheksverbund (SWB). Seit 2007 gehört das System zur internationalen Bibliotheksorganisation OCLC.

## Technische Struktur
PICA ist ein feldbasiertes Datenformat. Jeder Datensatz ist in sogenannte Felder unterteilt, die bibliografische Informationen enthalten, zum Beispiel:
- 003@: Ländercode
- 021A: Haupttitel
- 028A: Verfasserangabe

Diese Felder enthalten wiederum Unterfelder, die durch das Zeichen $ markiert sind. Beispiel: Im Feld 021A steht $a für den Haupttitel, $d für den Untertitel und $h für die Verantwortlichkeitsangabe.
Es existieren zwei Hauptvarianten:
- PICA3: Eingabeformat für Katalogisierende
- PICA+: Speicherformat in Verbunddatenbanken[3]

Die Umwandlung zwischen den Formaten erfolgt automatisch bei der Speicherung von Datensätzen.

## Einsatz in Bibliothekssystemen
Das PICA-Format ist die technische Grundlage für verschiedene deutschsprachige Bibliotheksverbünde:
- der Verbundkatalog K10plus, in dem die Daten des GBV und SWB zusammengeführt werden[4]
- die Zeitschriftendatenbank (ZDB)
- die Deutsche Nationalbibliothek (DNB)
- Datenbestände wie die Gemeinsame Normdatei (GND)

## Bedeutung
PICA ermöglicht die standardisierte und strukturierte Katalogisierung bibliografischer Daten. Dadurch können Bibliotheken effizient zusammenarbeiten und bereits erfasste Datensätze gemeinsam nutzen. Dies verbessert die Qualität der Kataloge und spart Ressourcen.
Die Verwendung von Normdaten – insbesondere über die Gemeinsame Normdatei – erlaubt eine eindeutige Verknüpfung von Personen, Körperschaften und Themen und fördert die überregionale Literaturerschließung.